# Gmina Rana
Gmina Rana (norw. Rana kommune) – norweska gmina leżąca w regionie Nordland. Siedzibą gminy jest miasto Mo i Rana (Mo w gminie Rana).
Rana jest 4. norweską gminą pod względem powierzchni.

## Demografia
Według danych z roku 2005 gminę zamieszkuje 25 320 osób. Gęstość zaludnienia wynosi 5,67 os./km². Pod względem zaludnienia Rana zajmuje 32. miejsce wśród norweskich gmin.
| ludność stan na 1 stycznia 2005 |         |           |        |
|                                 | kobiety | mężczyźni | razem  |
| osób                            | 12 581  | 12 739    | 25 320 |
| %                               | 49,69%  | 50,31%    | 100%   |

| wykształcenie stan na 1 października 2004 |        |         |        |        |
|                                           | podst. | średnie | wyższe | niezn. |
| osób                                      | 4875   | 11 372  | 3533   | 223    |
| %                                         | 24,37% | 56,85%  | 17,66% | 1,11%  |

## Edukacja
Według danych z 1 października 2006:
- liczba szkół podstawowych (norw. grunnskolar): 34
- liczba uczniów szkół podst.: 7595

## Władze gminy
Według danych na rok 2011 administratorem gminy (norw. rådmann) jest Sigmund Karl Johnsen, natomiast burmistrzem (norw. ordfører, d. borgermester) jest Geir Waage.